# Liste dänischer Metalbands
Die Liste dänischer Metalbands zählt namhafte dänische – also auch färöische und grönländische – Musikgruppen aus dem Genre Metal auf. Hard-Rock-Bands werden nur in die Liste aufgenommen, insofern sie auch Metal spielen.
Aufnahmekriterien für die Liste sind:
- Wikipediarelevanz
- belegte internationale Präsenz
- der Charakter einer Supergroup von Mitgliedern anderer Metalbands

Die Erfüllung eines der Kriterien ist ausreichend.
Die Genrebezeichnungen sind in der Liste wie folgt abgekürzt: „AM“ – Alternative Metal, „BD“ – Black Doom, „BM“ – Black Metal, „DD“ – Death Doom, „DeM“ – Death Metal, „Dj“ – Djent, „DoM“ – Doom Metal, „FM“ – Folk Metal, „HM“ – Heavy Metal, „GrM“ – Groove Metal, „IM“ – Industrial Metal, „MDM“ – Melodic Death Metal, „NM“ – Neoklassischer Metal, „PoM“ – Power Metal, „PrM“ – Progressive Metal, „SpM“ – Speed Metal, „TDM“ – Technical Death Metal, „TM“ – Thrash Metal, „VM“ – Viking Metal. In die Spalte „Dt. Name“ soll die deutsche Übersetzung des Bandnamens eingetragen, in die Spalte „Sprache“ die Sprache der Liedtexte eingetragen werden.
| Name              | Dt. Name                                                                                  | Gründung   | Auflösung  | Genre(s)             | Sprache         | Herkunft              | Anmerkungen                                          |
| ----------------- | ----------------------------------------------------------------------------------------- | ---------- | ---------- | -------------------- | --------------- | --------------------- | ---------------------------------------------------- |
| Artillery         | Artillerie (en.)                                                                          | 1982, 1998 | 1991       | TM                   | en.             | Høje-Taastrup Kommune |                                                      |
| Asinhell          |                                                                                           | 2023       |            |                      | Death Metal     | PrM                   |                                                      |
| Beyond Twilight   | jenseits des Zwielichts (en.)                                                             | 1990       |            | PoM, PrM, SyM        | en.             | Horsens               | Als Twilight gegründet                               |
| Defacing God      | Gott entstellen (engl.)                                                                   | 2015       |            | MDM                  | en.             | Aarhus                |                                                      |
| Dominus           | Herr (la.)                                                                                | 1991       | 2001       | DeM, GrM             | en.             | Ringsted              | In Volbeat und Illdisposed aufgegangen               |
| Forever Still     | für immer bewegungslos / still (en)                                                       | 2010       |            | AM, HM               | en.             | Kopenhagen            |                                                      |
| Grava             |                                                                                           | 2020       |            | Post-Metal, Sludge   | en.             | Kopenhagen            |                                                      |
| Hamferð           | Erscheinen eines vermissten oder totgeglaubten Matrosen vor den Augen seiner Lieben (fä.) | 2008       |            | DD                   | fä.             | Tórshavn              |                                                      |
| Hatesphere        | Hasssphäre (en.)                                                                          | 2000       |            | DeM, TM              | en.             | Aarhus                |                                                      |
| Heljareyga        | Höllenauge (fä.)                                                                          | 2009       |            | FM, PrM              | fä.             | Färöer                |                                                      |
| Illdisposed       | schlecht gesinnt (en.)                                                                    | 1991       |            | DeM                  | en.             | Aarhus                |                                                      |
| Illnath           |                                                                                           | 1997       |            | BD                   | en.             | Kongens Lyngby        |                                                      |
| Iniquity          | Frevel (en.)                                                                              | 1989, 2013 | 2003, 2013 | TDM                  | en.             | Kopenhagen            |                                                      |
| Invocator         | Anrufer (en.)                                                                             | 1986, 2000 | 1995       | DeM, TM              | en.             | Esbjerg               | Als Black Creed gegründet                            |
| Iron Fire         | Eisernes Feuer                                                                            | 1997       |            | PoM, TM              | en.             | Kopenhagen            |                                                      |
| Konkhra           | ?                                                                                         | 1989       |            | DeM                  | en.             | Køge                  |                                                      |
| Liima Inui        | ? (möglicherweise Anspielung an „Die Leute von Lima“)                                     | 1995, 2016 | 2012       | Rock, HM, PrM        | gr.             | Grönland              |                                                      |
| Manticora         | Kunstwort mit Bezug auf den Mantikor                                                      | 1996       |            | PoM, PrM             | en.             | Hvidovre Kommune      | Als Mystery Tribe gegründet                          |
| Mercenary         | Söldner                                                                                   | 1991       |            | MDM, PoM             | en.             | Dänemark              |                                                      |
| Mercyful Fate     | falsche Schreibweise von „Merciful Fate“ (barmherziges Schicksal)?                        | 1981       |            | HM                   | en.             | Kopenhagen            | Vorreiter des BM                                     |
| Mnemic            | Akronym für „Mainly Neurotic Energy Modifying Instant Creation“                           | 1998       |            | Dj, GrM, IM          | en.             | Dänemark, Frankreich  |                                                      |
| Myrkur            | Dunkelheit (is.)                                                                          | 2014       |            | BM, FM               | dän.            | Kopenhagen            | Projekt Amalie Bruuns                                |
| Nortt             | nördlich (dän.)                                                                           | 1995       |            | BD, DBM              | dän.            | Dänemark              | Ein-Mann-Projekt eines Unbekannten                   |
| Panzerchrist      | Panzerchrist                                                                              | 1993       |            | DeM                  | en.             | Aarhus                | Blackened-Death-Metal-Band                           |
| Pretty Maids      | hübsche Maiden (en.)                                                                      | 1981       |            | HM                   | en.             | Horsens               |                                                      |
| Pyramaze          | ?                                                                                         | 2001       |            | PoM, PrM, SpM        | en.             | Dänemark, USA         |                                                      |
| Raunchy           | geil / dreckig (en.)                                                                      | 1992       |            | TM                   | en.             | Kopenhagen            | Neo-Thrash-Metal-Band, unter anderem Namen gegründet |
| Royal Hunt        | königliche Jagd (en.)                                                                     | 1989       |            | NM, PoM, PrM         | en.             | Dänemark              | als Apart gegründet, mittlerweile multinational      |
| Saturnus          | Saturn (la.)                                                                              | 2004       |            | DoM, Hard Rock       | en.             | Dänemark              | als Assessino gegründet                              |
| Siamese           | siamesisch, Siamese (engl.)                                                               | 2017       |            | Alternative Rock, AM | en.             | Kopenhagen            |                                                      |
| Sic               | ?                                                                                         | 2002       |            | TM                   | en.             | Tórshavn              |                                                      |
| Siissisoq         | Nashorn (grön.)                                                                           | 1998       |            | Metal                | grön.           | Grönland              |                                                      |
| Svartsot          | schwarze Krankheit (dän.)                                                                 | 2005       |            | FM, VM               | dän.            | Randers               | Aus Skoll hervorgegangen                             |
| Týr               | Tyr (fä.)                                                                                 | 1998       |            | PrM, VM              | en. / fä (v.a.) | Tórshavn              |                                                      |
| Volbeat           | engl. Neologismus aus „volume“ (Lautstärke) und „beat“ (Rhythmus)                         | 2001       |            | HM                   | en. (95 % <)    | Kopenhagen            | Aus Dominus hervorgegangen                           |
| Wuthering Heights | Sturmhöhe                                                                                 | 1989       |            | FM, PoM, PrM         | en.             | Kopenhagen            | Als Angelica gegründet                               |
| Wulfaz            |                                                                                           | 2018       |            |                      | Black Metal     |                       |                                                      |

## Endnoten
1. ↑  Artillery, in: laut.de, abgerufen am 11. April 2020.
2. ↑  Hamferð, in: laut.de, abgerufen am 12. April 2020.
3. 1 2  Invocator, in: laut.de, abgerufen am 11. April 2020
4. ↑  Mnemic, in: laut.de, abgerufen am 11. April 2020.
5. 1 2 3  Myrkur, in: laut.de, abgerufen am 11. April 2020.
6. ↑  Svartsot, in: laut.de, abgerufen am 11. April 2020.
7. ↑  Rezension zu Kong Vinter auf metal.de